# The Singles 86–98
The Singles 86>98 je kompilační album britské hudební skupiny Depeche Mode, vydané 28. září 1998 vydavatelstvím Mute Records. Navazuje na album The Singles 81→85.
V rámci podpory alba se skupina vydala na čtyřměsíční koncertní turné The Singles Tour. Rok před tím se skupina rozhodla nekoncertovat, aby podpořila své deváté studiové album Ultra, po problémech kolem skupiny po dlouhých cestách na podporu alba Songs of Faith and Devotion. Jednalo o první turné pořádané po odchodu klávesisty a bubeníka Alana Wildera v roce 1995.

## Seznam skladeb
Všechny skladby napsal(i) Martin Gore. 
| První disk | První disk              | První disk           | První disk |
| Pořadí     | Název                   | Album                | Délka      |
| ---------- | ----------------------- | -------------------- | ---------- |
| 1.         | Stripped                | Black Celebration    | 3:51       |
| 2.         | A Question of Lust      | Black Celebration    | 4:31       |
| 3.         | A Question of Time      | Black Celebration    | 4:00       |
| 4.         | Strangelove             | Music for the Masses | 3:47       |
| 5.         | Never Let Me Down Again | Music for the Masses | 4:22       |
| 6.         | Behind the Wheel        | Music for the Masses | 4:00       |
| 7.         | Personal Jesus          | Violator             | 3:46       |
| 8.         | Enjoy the Silence       | Violator             | 4:16       |
| 9.         | Policy of Truth         | Violator             | 5:14       |
| 10.        | World in My Eyes        | Violator             | 3:57       |

| Druhý disk | Druhý disk                | Druhý disk                  | Druhý disk |
| Pořadí     | Název                     | Album                       | Délka      |
| ---------- | ------------------------- | --------------------------- | ---------- |
| 1.         | I Feel You                | Songs of Faith and Devotion | 4:35       |
| 2.         | Walking in My Shoes       | Songs of Faith and Devotion | 5:02       |
| 3.         | Condemnation (Paris Mix)  | Songs of Faith and Devotion | 3:23       |
| 4.         | In Your Room (Zephyr Mix) | Songs of Faith and Devotion | 4:50       |
| 5.         | Barrel of a Gun           | Ultra                       | 5:26       |
| 6.         | It's No Good              | Ultra                       | 5:59       |
| 7.         | Home                      | Ultra                       | 5:46       |
| 8.         | Useless (Remix)           | Ultra                       | 4:53       |
| 9.         | Only When I Lose Myself   |                             | 4:41       |
| 10.        | Little 15                 | Music for the Masses        | 4:14       |
| 11.        | Everything Counts (Live)  | 101                         | 6:38       |

| Třetí disk (limitovaná edice) | Třetí disk (limitovaná edice)           | Třetí disk (limitovaná edice) |
| Pořadí                        | Název                                   | Délka                         |
| ----------------------------- | --------------------------------------- | ----------------------------- |
| 1.                            | Rush (Wild Planet Mix)                  | 6:23                          |
| 2.                            | Enjoy the Silence (The Quad: Final Mix) | 15:25                         |
| 3.                            | World in My Eyes (Safar Mix)            | 8:30                          |
| 4.                            | Dangerous (Hazchemix Edit)              | 3:02                          |